# Raju Ban Gaya Gentleman
Raju Ban Gaya Gentleman (Übersetzung: Raju, ein gemachter Mann) ist eine indische Filmproduktion, die 1992 unter der Regie von Aziz Mirza entstand.

## Handlung
Raj Mathur ist ein junger, in Darjiling promovierter Ingenieur, der nach Bombay kommt mit einem einzigen Ziel – ein großer Ingenieur zu werden.
In Bombay geht er auf die Suche nach einem entfernten Verwandten und erfährt dort, dass dieser den Ort schon lange verlassen hat. Er verbringt die Nacht bei einem Tempel, wo er den philosophischen Straßendarsteller Jai kennenlernt, der sein enger Freund wird und ihm einen Platz zum Wohnen in der Basti verschafft.
Ohne Beziehungen und Erfahrungen ist es schwer, Arbeit in der Stadt zu finden. Renu, ein Mädchen aus der Basti findet für Raj eine Stelle in einer Konstruktionsfirma, in der sie als Sekretärin für Chabbria arbeitet.
Mit diesem Job kommt der Erfolg sehr schnell; die wahre Liebe zu gewinnen ist allerdings etwas schwieriger, und er geht sogar so weit, dass unschuldige Männer ihr Leben verlieren.